# Cá hồng xiên
Cá hồng xiên (Danh pháp khoa học: Pinjalo pinjalo) là một loài cá biển trong họ cá hồng Lutjanidae phân bố ở Ấn Độ Dương, Châu Đại Dương, Singapore, Indonesia, Trung Quốc, Philippin, Việt Nam. Tên địa phương ở Việt Nam gọi chúng là cá hồng, cá hường. Tên thường gọi trong tiếng Anh: Pinjalo snapper, Red snapper.

## Đặc điểm
Thân hình bầu dục, tương đối cao, viền lưng và viền bụng cong đều. Đầu dẹp bên. Chiều dài thân bằng 2,3 - 2,5 lần chiều cao thân và bằng 2,9 - 3,3 lần chiều dài đầu. Kích cỡ khai thác 150 – 200 mm. Mép sau xương nắp mang hình răng cưa. Mõm ngắn. Mắt tròn, khoảng cách 2 mắt rộng, cao. Miệng nhỏ, chếch, 2 hàm dài bằng nhau. Răng nhỏ, nhọn, mọc thành đai rộng trên phần trước của 2 hàm và nhỏ dần về phía cuối hàm. Xương khẩu cái, xương lá mía có răng nhỏ.
Khe mang rộng. Màng nắp mang không liền với ức, lược mang nhỏ và ngắn. Thân phủ vảy lược. Các hàng vảy bên thân đều chếch theo hướng từ dưới lên trên và trước sau. Vây lưng, vây hậu môn phủ vảy đến 1/2 vây. Vây lưng thấp. Vây ngực rộng, hình lưỡi liềm. Vây đuôi rộng, mép sau lõm sâu. Thân màu nâu nhạt. Bên thân có nhiều vân màu nâu đậm chếch theo các hàng vảy. Mép màng vây lưng và vây đuôi màu đen. Các vây khác màu vàng nhạt. 